# C/1863 G1
Komet Klinkerfues ali C/1863 G1 je neperiodični komet, ki ga je 12. aprila 1863 odkril nemški astronom Ernst Friedrich Wilhelm Klinkerfues (1827 – 1884).

## Lastnosti
Soncu se je najbolj približal 5. aprila 1863 , 
ko je bil na razdalji okoli 1,1 a.e. od Sonca. Odkrit je bil s prostim očesom.